# Bitwa pod Quetzaltenango
Bitwa pod Quetzaltenango – starcie pomiędzy Indianami Kicze a Hiszpanami i ich sojusznikami, które rozegrało się 20 lutego 1524. Sukces odnieśli Hiszpanie.

## Przygotowania
Po nieudanych negocjacjach hiszpańsko-kiczeańskich, które dotyczyły uznania władzy Hiszpanów, Europejczycy zdecydowali się na siłowe rozwiązanie. Na czele ekspedycji wojskowej stanął konkwistador Pedro de Alvarado, zaufany Hernána Cortésa. Siły hiszpańskie stanowiła kawaleria w sile 135 ludzi oraz piechota (strzelcy piesi, łucznicy) w sile 120 ludzi. Uzupełnieniem były posiłki indiańskie Azteków, Tlaxcallanów i Cholulteków w łącznej liczbie 400.
Kicze już wcześniej wysłali swoich szpiegów na tereny opanowane przez Hiszpanów i byli na bieżąco informowani o marszu żołnierzy Alvarado. Gdy nieprzyjaciel dotarł pod miasto Xelajú (ob. Quetzaltenango), zarządca miasta poprosił o pomoc władze stołeczne. W krótkim czasie Indianie zebrali 8400 wojowników na czele których stanął Tecún Umán, władca Totonicapán. Armia Kicze szybko dotarła do El Pinal w dolinie nieco na południe od Quetzaltenango. Tam też wydano bitwę napastnikom.

## Starcie

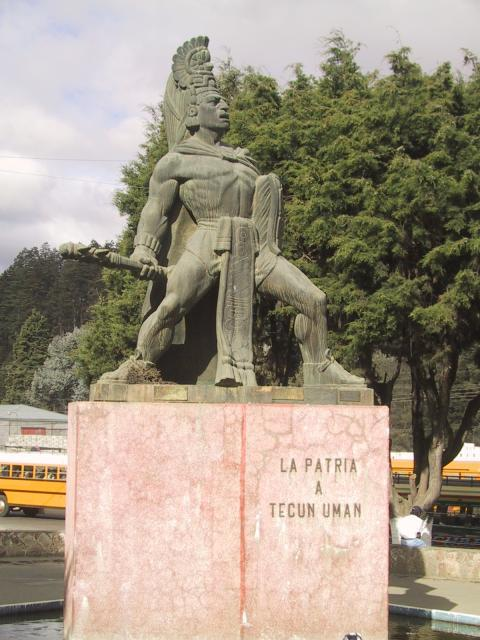
Pomnik Tecún Umána w Quetzaltenango

Dokładny przebieg starcia pozostaje nieznany. Hiszpanom i wspierającym ich Indianom udało się jednak pokonać przeważające siły Tecún Umána i zająć miasto. Według przekazów Indian Kaqchikel Alvarado osobiście zabił Tecún Umána w czasie bitwy. Na ile jest to przekaz wiarygodny nie wiadomo, ponieważ Kicze byli odwiecznymi wrogami ludu Kaqchikel, którzy mieli nawet udzielić pomocy Hiszpanom. Klęska nie zakończyła jednak oporu ludu Kicze, ale Alvarado zwyciężył jeszcze w kilku mniejszych bitwach i dotarł do stolicy – Gumarcaj. Tam też spotkał się z królem Oxib Kehem i królem elektem Beleheb-Tzy. Jednak przed spotkaniem został ostrzeżony o planowanym spisku mającym na celu uśmiercenie go. W tej sytuacji obu władców kazał pojmać i zamordować.